# Droga N1 (Belgia)
Droga krajowa nr 1 (niderl. Gewestweg N1) – jedna z belgijskich dróg krajowych. Łączy stolicę państwa, Brukselę z Antwerpią i granicą belgijsko-holenderską. Stanowi drogę alternatywną dla autostrady A1 (odcinek Bruksela-Antwerpia-Breda).